# دهستان کویگی
دهستان کویگی (به لاتین: Koigi Parish) یک دهستان در استونی است که در شهرستان یروا واقع شده‌است.

## خصوصیات
دهستان کویگی ۲۰۴٫۴۵ کیلومترمربع مساحت و ۱٬۱۷۷ نفر جمعیت دارد.